# Acrocercops quinquistrigella
Acrocercops quinquistrigella is een vlinder van de familie van de mineermotten (Gracillariidae). De wetenschappelijke naam van deze soort is voor het eerst voorgesteld door Vactor Tousey Chambers in een publicatie uit 1875.
De soort komt voor in de Verenigde Staten en Zimbabwe.